# شيلا اندروز
شيلا اندروز (بالإنجليزية: Sheila Andrews)‏ هي مغنية مؤلفة أمريكية، ولدت في 1953 في آثنز في الولايات المتحدة، وتوفيت في 26 ديسمبر 1984 في آكرون في الولايات المتحدة.

## وصلات خارجية
- شيلا اندروز على موقع IMDb (الإنجليزية)
- شيلا اندروز على موقع ميوزك برينز (الإنجليزية)
- شيلا اندروز على موقع ديسكوغز (الإنجليزية)